# Nataliya Sinişin
Nataliya Sinişin –en ucraniano, Наталя Ігорівна Синишин, Natalia Ihorivna Synyshyn– (Sosnivka, 3 de julio de 1985) es una deportista azerbaiyana de origen ucraniano que compite en lucha libre (hasta 2013 bajo la bandera de Ucrania).
Participó en dos Juegos Olímpicos de Verano, en los años 2008 y 2016, obteniendo una medalla de bronce en Río de Janeiro 2016, en la categoría de 53 kg. En los Juegos Europeos de Bakú 2015 obtuvo una medalla de bronce en la categoría de 55 kg.
Ganó dos medallas de bronce en el Campeonato Mundial de Lucha, en los años 2006 y 2007, y cinco medallas en el Campeonato Europeo de Lucha entre los años 2007 y 2016.

## Palmarés internacional
| Representando a Ucrania    |                         |                   |           |
| Campeonato Mundial         |                         |                   |           |
| Año                        | Lugar                   | Medalla           | Categoría |
| 2006                       | Cantón (China)          | Medalla de bronce | 59 kg     |
| 2007                       | Bakú (Azerbaiyán)       | Medalla de bronce | 59 kg     |
| Campeonato Europeo         |                         |                   |           |
| Año                        | Lugar                   | Medalla           | Categoría |
| 2007                       | Sofía (Bulgaria)        | Medalla de plata  | 55 kg     |
| 2008                       | Tampere (Finlandia)     | Medalla de bronce | 59 kg     |
| 2010                       | Bakú (Azerbaiyán)       | Medalla de oro    | 55 kg     |
| 2012                       | Belgrado (Serbia)       | Medalla de oro    | 55 kg     |
| Representando a Azerbaiyán |                         |                   |           |
| Juegos Olímpicos           |                         |                   |           |
| Año                        | Lugar                   | Medalla           | Categoría |
| 2016                       | Río de Janeiro (Brasil) | Medalla de bronce | 53 kg     |
| Juegos Europeos            |                         |                   |           |
| Año                        | Lugar                   | Medalla           | Categoría |
| 2015                       | Bakú (Azerbaiyán)       | Medalla de bronce | 55 kg     |
| Campeonato Europeo         |                         |                   |           |
| Año                        | Lugar                   | Medalla           | Categoría |
| 2016                       | Riga (Letonia)          | Medalla de oro    | 58 kg     |